# گارنیر د نابلس
گارنیر د نابلس (به انگلیسی: Garnier de Nablus)، یکی از فرماندهان صلیبیون در جنگ صلیبی دوم و فرمانده شوالیه‌های هوسپیتالر از سال ۱۱۹۰ تا ۱۱۹۲ میلادی بود.
وی همچنین در جنگ سوم صلیبی و در نبرد آرسوف تحت فرماندهی ریچارد یکم شرکت کرد.